# Багвянська сільська рада
Багвя́нська сільська́ ра́да — адміністративно-територіальна одиниця та орган місцевого самоврядування в Маньківському районі Черкаської області. Адміністративний центр — село Багва.

## Загальні відомості
- Населення ради: 725 осіб (станом на 2001 рік)

## Населені пункти
Сільській раді були підпорядковані населені пункти:
- с. Багва
- с. Улянівка

## Склад ради
Рада складалася з 14 депутатів та голови.
- Голова ради: Стародубцева Раїса Василівна
- Секретар ради: Дзьоба Олександр Петрович

### Керівний склад попередніх скликань
| Прізвище, ім'я, по батькові  | Основні відомості                                                                       | Дата обрання | Дата звільнення |
| ---------------------------- | --------------------------------------------------------------------------------------- | ------------ | --------------- |
| Стародубцева Раїса Василівна | Сільський голова, 1961 року народження, освіта середня спеціальна, член Народної партії | 26.03.2006   | 31.10.2010      |
| Стародубцева Раїса Василівна | Сільський голова, 1961 року народження, освіта середня спеціальна, член Народної партії | 31.10.2010   |                 |

Примітка: таблиця складена за даними сайту Верховної Ради України

### Депутати
За результатами місцевих виборів 2010 року депутатами ради стали:

#### За суб'єктами висування
| Суб'єкт висування | Кількість обраних депутатів | %    |
| ----------------- | --------------------------- | ---- |
| Самовисування     | 10                          | 71,4 |
| Народна партія    | 3                           | 21,4 |
| Партія регіонів   | 1                           | 7,1  |

#### За округами
| № округу        | Прізвище, ім'я, по батькові  | Дата визнання обраним | Освіта             | Партійна приналежність | Відомості про обраного депутата                        |
| --------------- | ---------------------------- | --------------------- | ------------------ | ---------------------- | ------------------------------------------------------ |
| Народна Партія  |                              |                       |                    |                        |                                                        |
| 1               | Дяченко Ольга Миколаївна     | 03.11.2010            | вища               | позапартійна           | ТОВ «Багва», бухгалтер                                 |
| 2               | Гончар Тетяна Василівна      | 03.11.2010            | середня            | член Народної партії   | приватний підприємець                                  |
| 5               | Бойко Людмила Василівна      | 03.11.2010            | вища               | позапартійна           | Багвянська загальноосвітня школа І-ІІ ст., вчитель     |
| Партія регіонів |                              |                       |                    |                        |                                                        |
| 7               | Бодаш Марина Володимирівна   | 03.11.2010            | вища               | позапартійна           | Дитяча дошкільна установа «Барвінок», завідувачка      |
| Самовисування   |                              |                       |                    |                        |                                                        |
| 3               | Шаповалов Сергій Миколайович | 09.01.2011            | середня спеціальна | позапартійний          | ТЦ обслуговування непрацездатних, соціальний працівник |
| 4               | Поліщук Олександр Іванович   | 03.11.2010            | вища               | член Партії регіонів   | Багвянська загальноосвітня школа І-ІІ ст., вчитель     |
| 6               | Лавринюк Степан Юхимович     | 09.01.2011            | середня спеціальна | позапартійний          | пенсіонер                                              |
| 8               | Дзьоба Олександр Петрович    | 03.11.2010            | вища               | член Партії регіонів   | Багвянська сільська рада, секретар                     |
| 9               | Дзьоба Ніна Євгенівна        | 03.11.2010            | вища               | член Партії регіонів   | Багвянська сільська рада, головний бухгалтер           |
| 10              | Бузівський Василь Іванович   | 03.11.2010            | середня            | позапартійний          | тимчасово не працює                                    |
| 11              | Нівеська Людмила Петрівна    | 03.11.2010            | вища               | позапартійна           | Багвянська загальноосвітня школа І-ІІ ст., завуч       |
| 12              | Заболотня Катерина Василівна | 03.11.2010            | вища               | позапартійна           | Фельдшерсько-акушерський пункт, завідувачка            |
| 13              | Бондаренко Галина Миколаївна | 03.11.2010            | середня            | позапартійна           | тимчасово не працює                                    |
| 14              | Попик Іван Іванович          | 03.11.2010            | вища               | позапартійний          | тимчасово не працює                                    |